# Агиарнополис

Агиарнополис на карте штата.

Агиарнополис (порт. Aguiarnópolis) — муниципалитет в Бразилии, входит в штат Токантинс. Составная часть мезорегиона Западный Токантинс. Входит в экономико-статистический микрорегион Бику-ду-Папагаю. Население составляет  5 162 человека на 2010 год. Занимает площадь 235,394 км². Плотность населения — 21,93 чел./км².

## Демография
Согласно сведениям, собранным в ходе переписи 2010 г. Национальным институтом географии и статистики (IBGE), население муниципалитета составляет:
| Полное население                               | Полное население                               | Полное население                               | Полное население                               | 5 162 |
| ---------------------------------------------- | ---------------------------------------------- | ---------------------------------------------- | ---------------------------------------------- | ----- |
| в том числе:                                   | Городское население                            | 4 142                                          | Процент городского населения, %                | 80,24 |
|                                                | Сельское население                             | 1 020                                          | Процент сельского населения, %                 | 19,76 |
|                                                | Мужское население                              | 2 618                                          | Процент мужского населения, %                  | 50,72 |
|                                                | Женское население                              | 2 544                                          | Процент женского населения, %                  | 49,28 |
| Плотность населения, чел/км²                   | Плотность населения, чел/км²                   | Плотность населения, чел/км²                   | Плотность населения, чел/км²                   | 21,93 |
| Население муниципалитета в % к населению штата | Население муниципалитета в % к населению штата | Население муниципалитета в % к населению штата | Население муниципалитета в % к населению штата | 0,37  |

По данным оценки 2016 года население муниципалитета составляет 6 149 жителей.

## Статистика
- Валовой внутренний продукт на 2003 составляет 6.998.576,00 реалов (данные: Бразильский институт географии и статистики).
- Валовой внутренний продукт на душу населения на 2003 составляет 2.047,57 реалов (данные: Бразильский институт географии и статистики).
- Индекс развития человеческого потенциала на 2000 составляет 0,629 (данные: Программа развития ООН).

## Важнейшие населенные пункты
| № | Населённый пункт | Населённый пункт (порт.) | Категория | Население чел. (2010) | На карте                       |
| - | ---------------- | ------------------------ | --------- | --------------------- | ------------------------------ |
| 1 | Агиарнополис     | Aguiamópolis             | город     | 4 142                 | 6°33′41″ ю. ш. 47°28′24″ з. д. |
| 2 | Витория I        | Vitória I                | поселок   | 245                   | 6°33′35″ ю. ш. 47°30′01″ з. д. |